# Санжийн Батаа
Санжийн Батаа (монг. Санжийн Батаа; 1915, Центральный аймак Внутренняя Монголия (ныне сомон Баяндэлгэр, Монголия) — 10 августа 1982) — монгольский политический, государственный и военный деятель. Министр обороны МНР (1952—1956). дипломат. Градоначальник Улан-Батора (1960—1962). Генерал-полковник.

## Биография
После окончания школы с 1931 по 1936 год работал в кооперации. В 1936 г. был призван в монгольскую армию.
В 1945 году окончил Военно-политическую академию имени В. И. Ленина в Москве.
Член Монгольской народно-революционной партии. В 1946—1950 годах — заведующий отделом Монгольской народно-демократической партии, заместитель заведующего департамента.
В 1950 году был назначен заместителем министра обороны и начальником отдела. Министр обороны МНР с 1952 года.
В 1956 году, когда министерство обороны было расформировано и создано новое Министерство военной и общественной безопасности, был назначен первым заместителем министра и командующим Монгольской народной армии.
С 1956 года — на дипломатической работе. В 1956—1959 годах был послом МНР в СССР. В 1956 г. назначен Председателем Монгольского комитета дружбы и международных культурных связей.
В 1960—1962 году — председатель (градоначальник) исполнительного комитета Народного собрания Улан-Батора.
С 1962 года — заведующий отделом ЦК МНРП. В 1966 году — руководитель административного отдела ЦК МНРП, затем — заведующий административно-организационным отделом ЦК МНРП.
С 1963 года до конца жизни избирался депутатом Великого Народного Хурала, был членом Президиума Великого Народного Хурала, с 1966 по 1969 год — заместителем Председателя Президиума Великого Народного Хурала.